# Селищев, Сергей Васильевич
Серге́й Васи́льевич Се́лищев (род. 4 сентября 1953, Духовщина, Смоленская область) — российский учёный, доктор физико-математических наук (1989), профессор (1994), директор Института биомедицинских систем (с 2018 года) Национального исследовательского университета «МИЭТ», главный редактор журнала «Медицинская техника» (с 2008 года).
Выпускник физико-технического факультета МИЭТ 1976 года.
- 1976—1978 — инженер НИИ физических проблем.
- 1978—1983 — аспирант, ассистент кафедры микроэлектроники МИЭТ.
- 1983—1990 — старший научный сотрудник Института металлургии АН СССР.
- 1990—1999 — заведующий кафедрой теоретической и экспериментальной физики МИЭТ.
- 1993—1995 — декан факультета электроники и компьютерных технологий МИЭТ.
- 1993 — инициатор открытия в МИЭТ программы подготовки инженеров-разработчиков медицинской техники.
- 1999—2018 — основатель и заведующий кафедрой биомедицинских систем МИЭТ.
- 2018—н. в. — директор Института биомедицинских систем МИЭТ, созданного на базе кафедры.

С 2008 года — главный редактор журнала «Медицинская техника».

## Награды
- Медаль «В память 850-летия Москвы» (1997)
- Почётный работник высшего профессионального образования Российской Федерации (2010)
- Заслуженный работник высшей школы Российской Федерации (2015)[1].